# Årets fodboldtræner i Danmark
Årets Træner er en hædersbevisning, som Dansk Fodbold-Træner Sammenslutning indstiftede i 1968. Den hed oprindeligt "Årets Pris" og skulle gives til en person (ikke nødvendigvis en træner), der havde gjort en indsats til gavn for dansk fodbold. I 1979 blev kriterierne for udvælgelsen og dermed også betegnelsen for den ændret til "Årets Top-Træner". Prisen bliver givet af Spillerforeningen.
Fra 2006 begyndte TV 2 i samarbejde med DBU at lave deres egen årets fodboldtrænertitel som en del af FodboldGalla 2006.

## Årets træner i Danmark (1968-2024)
- 1968: Søren Thomsen
- 1969: Ove Bonnesen
- 1970: Arne Thorius
- 1971: DFTSs Jyllands-Afdeling
- 1972: Rudi Strittich, Danmarks fodboldlandshold
- 1973: Henning Westergaard, Vanløse IF
- 1974: Gunnar "Nu" Hansen
- 1975: Richard Møller Nielsen, OB
- 1976: Ingen uddeling
- 1977: Rolf Hjernøe, IK Skovbakken
- 1978: Jürgen Wähling, B 1909
- 1979: Niels-Christian Holmstrøm, Kastrup Boldklub
- 1980: Kurt Huusfeldt, Herfølge Boldklub
- 1981: Ernst Netuka, Kolding IF
- 1982: Jens Tang Olesen, Herning Fremad
- 1983: Sepp Piontek, A-landsholdet
- 1984: Poul Erik Bech, Vejle Boldklub
- 1985: Ernst Netuka, Randers SK Freja
- 1986: Jens Harmsen, AGF
- 1987: Peter Rudbæk, AaB
- 1988: Viggo Jensen, Silkeborg IF
- 1989: Roald Poulsen, OB
- 1990: Ole Mørch, Boldklubben Frem
- 1991: Benny Johansen, Boldklubben 1903
- 1992: Ingen uddeling
- 1993: Ebbe Skovdahl, Brøndby IF
- 1994: Bo Johansson, Silkeborg IF
- 1995: Poul Erik Andreasen, AaB
- 1996: Peter Rudbæk, AGF
- 1997: Ole Fritsen, Vejle Boldklub
- 1998: Benny Lennartsson, Lyngby FC
- 1999: Poul Hansen, Lyngby FC
- 2000: John "Faxe" Jensen, Herfølge Boldklub
- 2001: Morten Olsen, A-landsholdet
- 2002: Ove Pedersen, FC Midtjylland
- 2003: Michael Laudrup, Brøndby IF
- 2004: Hans Backe, FC København
- 2005: Michael Laudrup, Brøndby IF
- 2006: Kent Nielsen, AC Horsens
- 2007: Ståle Solbakken, FC København
- 2008: Erik Hamrén, AaB
- 2009: Morten Olsen, A-landsholdet
- 2010: Ove Christensen, Randers FC
- 2011: Ståle Solbakken, FC København
- 2012: Kasper Hjulmand, FC Nordsjælland
- 2013: Jess Thorup, Esbjerg fB
- 2014: Kent Nielsen, AaB
- 2015: Jakob Michelsen, SønderjyskE
- 2016: Ståle Solbakken, FC København
- 2017: Kasper Hjulmand, FC Nordsjælland
- 2018: Åge Hareide, A-landsholdet
- 2019: Åge Hareide, A-landsholdet
- 2020: Thomas Frank, Brentford F.C.
- 2021: Kasper Hjulmand, A-landsholdet
- 2022: Thomas Frank, Brentford F.C.
- 2023:  Jacob Neestrup, FC København
- 2024:  Bo Henriksen, Mainz 05